# Nephrolepis falciformis
Nephrolepis falciformis är en spjutbräkenväxtart som beskrevs av John Smith. Nephrolepis falciformis ingår i släktet Nephrolepis och familjen Nephrolepidaceae. Inga underarter finns listade.